# Teatre de Salt
Teatre de Salt, altrament conegut com Teatre Municipal de Salt, és una sala d'espectacles dedicada principalment a funcions teatrals ubicada al nucli vell de Salt des de 1997.

## Edifici
Situat al lloc de l'antic Patronat parroquial, un edifici construït el 1955 que ja tenia una sala de teatre. L'edifici va ser adquirit per l'Ajuntament, i es va convertir en l'Ateneu Saltenc Can Panxut. Els arquitectes Manel Bosch, Fernando Domínguez i Montserrat Nogués van projectar i construir, des del 1986 i en diferents fases, un projecte per al nou teatre polivalent que comprenia l'ordenació del seu entorn, les places anterior i posterior, i un nou pati interior d'illa rere la caixa escènica, que pot servir com a amfiteatre a l'aire lliure. Pel que fa als materials i als acabats, el teatre és sobri i senzill: parets interiors de formigó vist, combinat amb altres materials com la fusta de faig a les baranes, el rajol i el maó fosc. Les dues ales laterals, la de camerinos, que no és obra dels arquitectes del teatre, i la d'oficines i bar, són de blocs de formigó, i es va conservar la façana original de Can Panxut. L'alta caixa escènica és construïda amb maó vermell. En l'espai de la sala (de 12,8 per 15,7 m) hi ha un petit amfiteatre amb grades fixes, un sistema de grades retràctils no motoritzades i un fossat que es pot cobrir amb una plataforma desmuntable. Amb l'escenari desmuntable, que permet deixar l'espai escènic al mateix nivell que la platea, el dispositiu permet disposar d'un espai polivalent. La capacitat de la sala va dels 250 espectadors, en la disposició frontal amb fossat obert, fins als 600, amb l'espai escènic i la platea en un únic nivell, sense grades. La boca d'escena té unes dimensions de 8,4 per 5,5 m, i l'escenari de 12,7 per 7,7 per 13,5 m.

## Activitat
El Teatre Municipal de Salt ha tingut un paper clau en la vida escènica recent de Catalunya, atès que en les seves dependències s'hi troba la seu de Bitò Produccions, la productora vinculada al Talleret de Salt que gestiona tant l'espai escènic de Salt com el Festival Temporada Alta. El teatre va iniciar l'activitat el 1997 amb gestió mixta pública-privada (Ajuntament-Bitò), i ja des de l'inici va funcionar fent tasques de producció, creació i residència. Jango Edwards i La Fura dels Baus hi van assajar en la primera etapa.
Al Teatre de Salt hi ha programació de teatre, dansa i música, amb propostes professionals, escolars i amateurs de gener a juny. En aquests mesos, les companyies locals hi preparen les seves produccions, hi ha companyies amateurs de la comarca, hi actuen els grups de teatre escolars i d'instituts i s'hi organitza el Dansalt!. La programació professional d'arts escèniques es basa en el circuit dels teatres públics i privats, provinents principalment de la cartellera barcelonina, i en els espectacles inclosos dins el Festival Temporada Alta, que se celebra d’octubre a desembre. A cada edició de Temporada Alta el Teatre Municipal de Salt acull un artista en residència. En el marc d'aquest festival, des de l'any 2000 (amb Le costume), Peter Brook ha presentat regularment els seus muntatges al teatre de Salt, després de trobar adients les dimensions del teatre i les possibilitats pel que fa a la proximitat amb els espectadors. Com que és un espai municipal, el Municipal de Salt acull altres activitats, com música, presentacions i debats, teatre familiar i una programació d'estiu de cinema que té lloc al pati del Teatre.